# Atidzhe Alieva-Veli
Atidzhe Alieva-Veli (nascida em 1981) é uma política búlgara do Movimento pelos Direitos e Liberdades que é membro do Parlamento Europeu desde 2019.

## Carreira política
No parlamento, Alieva-Veli tem servido desde então na Comissão da Agricultura e do Desenvolvimento Rural (desde 2020) e na Comissão do Emprego e dos Assuntos Sociais (2019-2020). Para além das suas atribuições nas comissões, faz parte da delegação do Parlamento às Comissões Parlamentares de Cooperação UE-Cazaquistão, UE-Quirguistão, UE-Uzbequistão e UE-Tajiquistão e para as relações com o Turquemenistão e a Mongólia.